# Friedrich von Berchtold
Friedrich von Berchtold (en checo Bedřich Karel Eugen Všemír Berchtold hrabě z Uherčic; en alemán: Friedrich Berchtold Graf von Ungarschitz (25 de octubre de 1781 – 3 de abril de 1876) fue un médico y botánico checo.

## Biografía
Berchtold nace en Stráže nad Nežárkou, Distrito Jindřichův Hradec, República Checa.
Se gradúa de médico en 1804, y luego de una práctica de medicina, se devociona mucho en la Botánica e Historia natural. Llega a abandonar el ejercicio regular médico y expediciona a través de Europa, Oriente Medio y aún Brasil.
Fue coautor de varios trabajos con los hermanos botánicos Carl Borivoj Presl y Jan Svatopluk Presl.
Ávido trabajador del revival nacional, Berchtold se invoulcró en el establecimiento del Museo Nacional de Praga.
Fallece en 1876, en Buchlov, Moravia (hoy parte de República Checa).

## Algunas publicaciones
- Ökonomisch-technische Flora Böhmens nach einem ausgedehntern Plane bearbeitet. 6 vols. Praga 1836–1843

- Die Kartoffeln. Deren Geschichte, Charakteristik, Nützlichkeit, Schädlichkeit, Kultur, Krankheiten etc., mit ausführlichen Angaben ihrer industriellen Anwendung. Praga 1842

- WorldCat

## Honores

### Eponimia
Género
- (Poaceae) Berchtoldia J.Presl[1]

Especies
- (Amaranthaceae) Amaranthus berchtoldii Seidl ex Opiz[2]

- (Potamogetonaceae) Potamogeton berchtoldii Fieber[3]

## Literatura
- H. Hantsch. Leopold Graf Berchtold, Grandseigneur u. Staatsmann. Styria-Verlag, Graz 1963

- Biographisches Lexikon zur Geschichte der böhmischen Länder. Vol. 1, Múnich 1979, pp. 76